# Life’s Too Good
Az 1988-as Life's Too Good a The Sugarcubes első nagylemeze, amely meghozta az énekesnő Björk számára a hírnevet. Az európai és amerikai ismertséget a Birthday hozta meg az együttes számára. Izlandon kívül került fel a listákra, így az izlandi zene is felkerült a világ zenei térképére. 1987 augusztusában az NME és a Melody Maker is a Birthdayt választotta "a hét kislemezének". Az eredeti borító zöld, de napvilágot láttak kék, sárga, narancssárga és rózsaszín változatok.
Az album szerepel az 1001 lemez, amit hallanod kell, mielőtt meghalsz című könyvben.

## Az album dalai
|     | Cím                                                                               | Szerző(k)      | Hossz |
| --- | --------------------------------------------------------------------------------- | -------------- | ----- |
| 1.  | Traitor                                                                           | The Sugarcubes | 3:08  |
| 2.  | Motorcrash                                                                        | The Sugarcubes | 2:23  |
| 3.  | Birthday                                                                          | The Sugarcubes | 3:56  |
| 4.  | Delicious Demon                                                                   | The Sugarcubes | 2:43  |
| 5.  | Mamma                                                                             | The Sugarcubes | 2:56  |
| 6.  | Cold Sweat                                                                        | The Sugarcubes | 3:15  |
| 7.  | Blue Eyed Pop                                                                     | The Sugarcubes | 2:38  |
| 8.  | Deus                                                                              | The Sugarcubes | 4:07  |
| 9.  | Sick for Toys                                                                     | The Sugarcubes | 3:15  |
| 10. | Fucking in Rhythm and Sorrow (az eredeti kiadáson "F***ing in Rhythm and Sorrow") | The Sugarcubes | 3:14  |
| 11. | Take some Petrol Darling (rejtett dal)                                            | The Sugarcubes | 1:27  |
| 12. | Cowboy (bónuszdal)                                                                | The Sugarcubes | 3:27  |
| 13. | I Want (bónuszdal)                                                                | The Sugarcubes | 2:55  |
| 14. | Cat (bónuszdal)                                                                   | The Sugarcubes | 3:01  |
| 15. | Dragon (bónuszdal)                                                                | The Sugarcubes | 3:08  |

## Közreműködők

### Zenészek
- ének – Björk Guðmundsdóttir és Einar Örn Benediktsson
- trombita – Einar Örn Benediktsson
- gitár – Þór Eldon Jónsson
- billentyűk – Björk Guðmundsdóttir
- basszusgitár – Bragi Ólafsson
- dob – Sigtryggur Baldursson
- szöveg és zene – The Sugarcubes
- köszönet Friðrik Erlingson-nak

### Produkció
- hangmérnök – Kjartan Kjartansson, Gerard Johnson, Gail Lambourne, Mel Jefferson, Brian Pugsley és Ken Thomas
- producer – Ray Shulman és Derek Birkett
- borító – P. White a Me Company-nál
- fényképek – David McIntyre

## Fordítás
Ez a szócikk részben vagy egészben a Life's Too Good című angol Wikipédia-szócikk ezen változatának fordításán alapul.  Az eredeti cikk szerkesztőit annak laptörténete sorolja fel. Ez a jelzés csupán a megfogalmazás eredetét és a szerzői jogokat jelzi, nem szolgál a cikkben szereplő információk forrásmegjelöléseként.